# Балабанова, Анжелика Исааковна
Анжелика Исааковна Балабанова (урождённая Ройзман, итал. Angelica Balabanoff; 7 мая 1877, Чернигов — 25 ноября 1965, Рим) — российская и итальянская социалистка.

## Биография

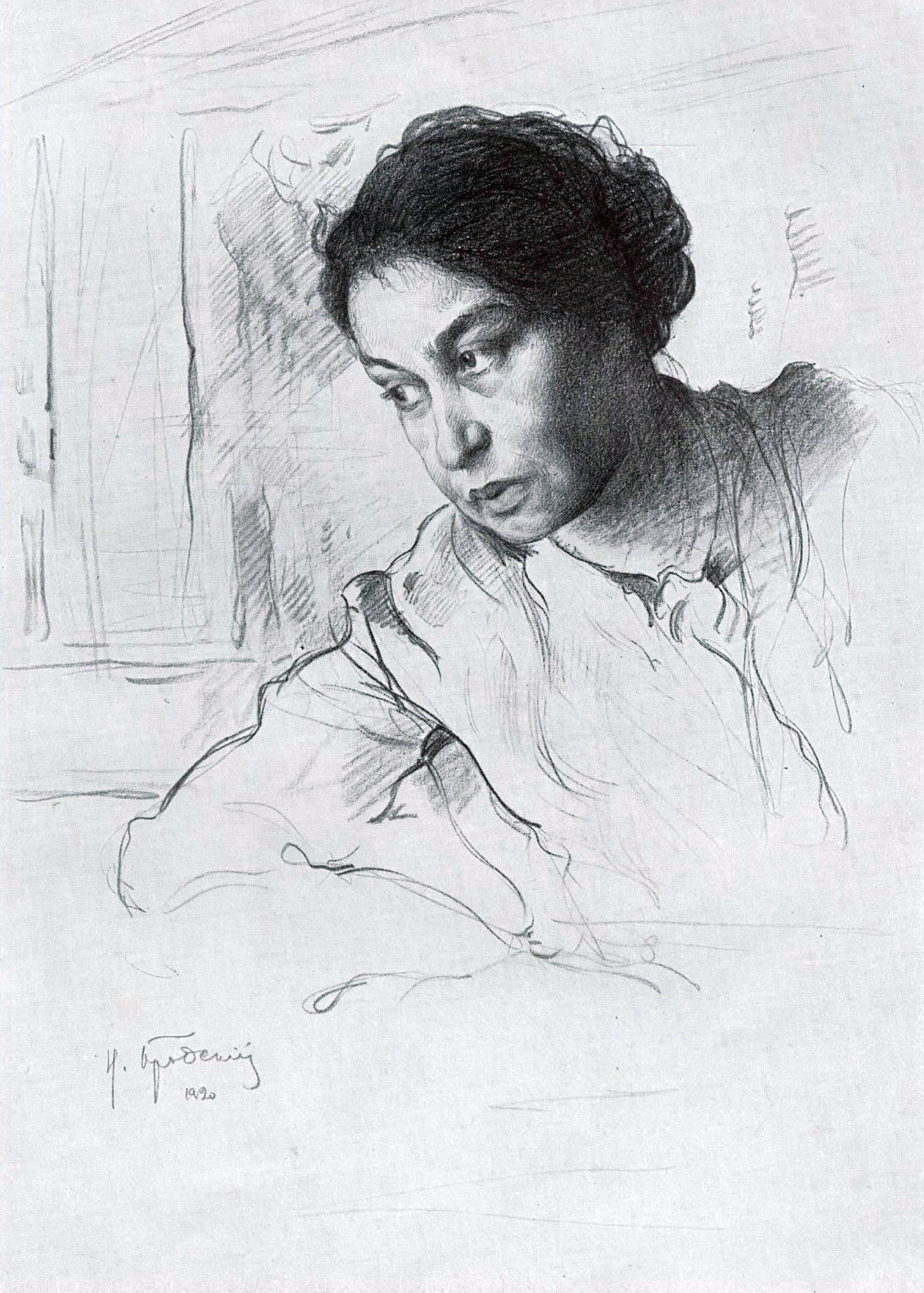
А. Балабанова на Втором конгрессе Коминтерна (1920). Портрет работы Исаака Бродского

Родилась в богатой еврейской семье. Была младшей из девяти детей (оставшихся в живых из шестнадцати). Рано потеряла отца. До 1894 года училась дома у частных учителей и в женской школе в Харькове.
Вышла замуж за инженера Михаила Соломоновича Балабанова, украинского меньшевика, затем члена Украинской Центральной Рады, дальнейшая судьба пары неизвестна, как и причина расставания.
В 1897 году навсегда порвала с семьёй и уехала из России в Брюссель, где поступила в Новый университет, который окончила со степенью доктора философии и литературы. Затем изучала экономику в Германии: в Лейпциге и Берлине (в последнем — у проф. А. Вагнера) и в Италии в Риме, где училась у А. Лабриолы. Заинтересовавшись социалистическими идеями, сблизилась с русскими эмигрантами. Вступила в Союз русских социал-демократов за границей.
В 1900 году вступила в Итальянскую социалистическую партию. По поручению партии занималась пропагандистской и лекторской работой среди итальянских рабочих-эмигрантов в Швейцарии, а также в других странах.
В это время тесно сотрудничала с Антонио Лабриолой, Джачинто Менотти Серрати, Филиппо Турати, Леонидой Биссолатти и тогда ещё малоизвестным учителем из Романьи Бенито Муссолини. Балабанова познакомила Муссолини с марксизмом и помогала ему в партийной работе; вопреки распространённому мифу, они не находились в интимных отношениях (впоследствии, в своих мемуарах «Моя жизнь — борьба», назвала Г. Е. Зиновьева «после Муссолини… самым презренным человеком, с которым когда-либо встречалась»).
С 1912 года — член ЦК итальянской социалистической партии (ИСП). Была редактором газеты «Аванти!». Ещё до войны примкнула к левому крылу ИСП. Во время Триполитанской войны 1912 года голосовала за исключение социал-шовинистически настроенных деятелей правого крыла. Тем не менее Балабанова, солидаризуясь с левыми социалистами, пыталась сохранить организационное единство с реформистами, что проявлялось и в её дальнейшей деятельности в международном социалистическом движении.
В 1907 году была избрана «братским делегатом» на Пятый съезд РСДРП в Лондоне и в дальнейшем поддерживала тесные связи с российскими социал-демократами. В годы Первой мировой войны сотрудничала в парижской газете Ю. О. Мартова и Л. Д. Троцкого «Наше слово». И. Дойчер по этому поводу пишет: «Анжелика Балабанова… разоблачала в „Нашем слове“ своего старого приятеля и протеже Муссолини. Когда-то она вывела его из трущоб в авангард итальянской партии, а он теперь призывал Италию отказаться от нейтралитета и вступить в войну».
В 1915 году принимала деятельное участие в организации, а затем и в работе Циммервальдской конференции, где принадлежала к «центру» и была избрана в исполнительный орган нового объединения — Интернациональную социалистическую комиссию (ИСК).
В 1916 году участвовала в Кинтальской конференции, где сблизилась с Циммервальдской левой, в частности, с большевиками.
Прилагаемое письмо к американским рабочим, будьте добры, распорядитесь перевести на немецкий и скопировать поскорее, оригинал же пошлите Балабановой.
После Февральской революции летом 1917 года возвратилась в Россию совместно с группой меньшевиков, межрайонцев и эсеров. Вступила в РСДРП(б), пользовалась благосклонностью В. И. Ленина. Продолжая работать по поручению большевиков в Стокгольме в штаб-квартире Циммервальдского движения, сдружилась с шведскими социалистами — Туре Нерманом, Фредриком Стрёмом, Цетом Хёглундом и Катой Дальстрём, — а также с советским полпредом Вацлавом Воровским.
В 1918 году занимала пост помощника Председателя Совнаркома и Наркома иностранных дел Советской Украины Христиана Раковского. Была членом Исполкома и секретарём Коммунистического интернационала, принимала участие в подготовке первого и второго конгрессов Коминтерна. На Украине являлась членом коллегии Народного комиссариата иностранных дел Украины и председателем Южного бюро ИККИ. В Москву вернулась в январе 1920 года.
В 1922 году в результате разногласий с советскими коммунистами (в частности, несогласия с тактикой руководителя Коминтерна Г. Е. Зиновьева) оставила работу в Коминтерне и уехала в Италию, где присоединилась к возглавляемой Серрати группе «максималистов», отвергавших некоторые из требований Коминтерна, и отказалась покинуть её даже после того, как Серрати вернулся в Итальянскую компартию.
В резолюции по докладу о дискуссии в PKП Н. И. Бухарина на V расширенном пленуме ИККИ (март-апрель 1925 г.), А. Балабанова указана среди лиц, поддерживавших троцкистскую (Левую) оппозицию в РКП(б).
В 1924 году исключена из ВКП(б) «за антисоветские заявления».

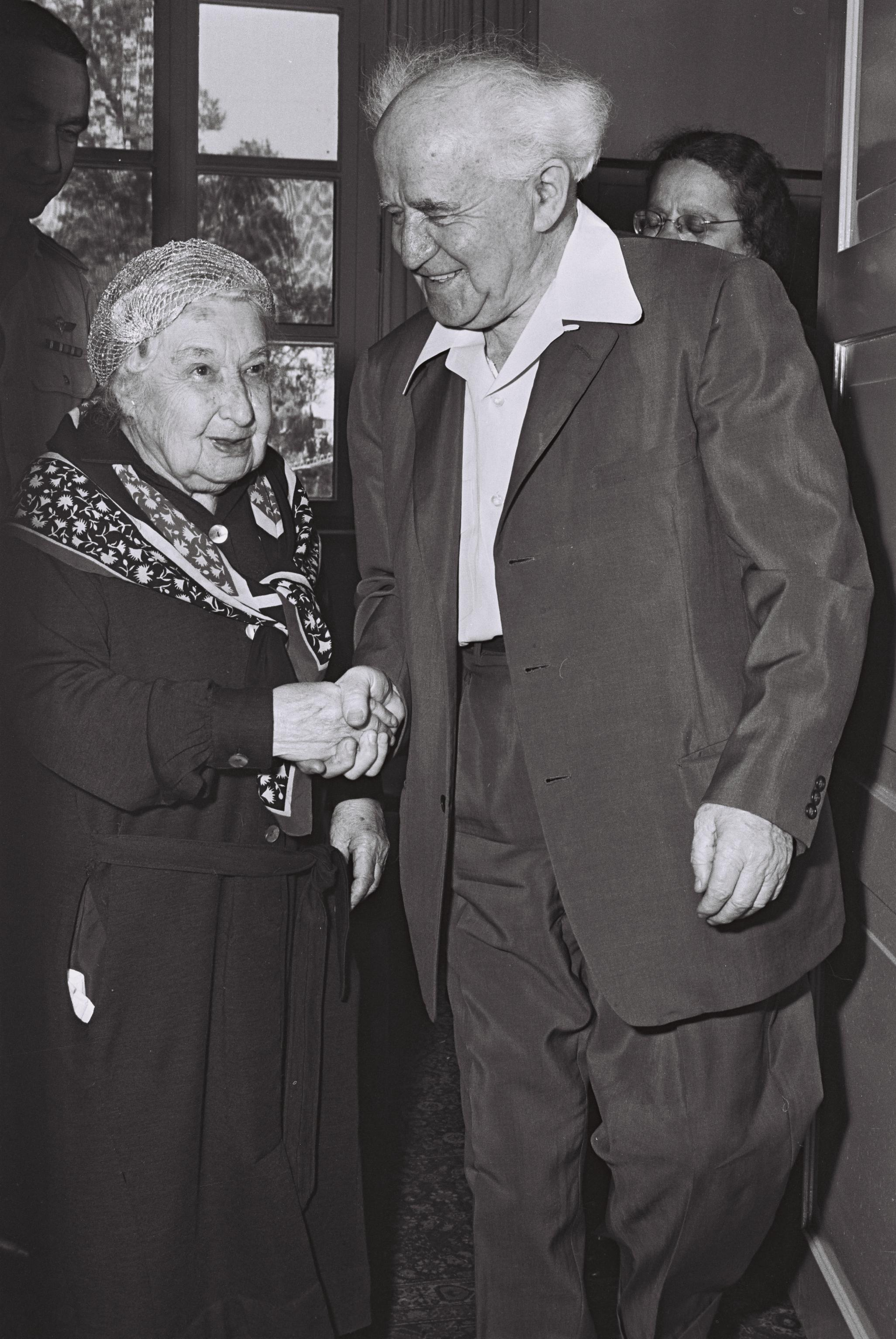
Анжелика Балабанова и Давид Бен-Гурион, 1962

После окончательной победы фашизма в Италии была вынуждена уехать оттуда. Жила в Швейцарии, Австрии, Франции, США. Была видным деятелем так называемого 2½ Интернационала, занимавшего центристские позиции между социал-демократами и коммунистами, и Социалистического рабочего Интернационала. Возвратилась в Италию после окончания Второй мировой войны. Выступала против союза итальянских социалистов с коммунистами.
Примкнула в 1947 году к Социалистической партии итальянских трудящихся (группа Джузеппе Сарагата), преобразованной в 1951 году в Итальянскую социал-демократическую партию. Похоронена в Риме на кладбище Тестаччо.
Балабанова указывала на своё «враждебное отношение к любой форме феминизма» отмечая, что для неё «борьба за освобождение женщин была только одним аспектом борьбы за освобождение человечества. Именно потому, что мы хотели, чтобы женщины, особенно работницы, поняли это и то, что им нужно бороться не против мужчин, а вместе с ними против общего врага — капиталистического общества…»
Устные воспоминания Балабановой об Октябрьской революции в России и о Ленине были застенографированы и хранятся в Батлеровской библиотеке Колумбийского университета (Butler Library, Columbia University).

## Труды
- La mia vita di rivoluzionaria — Моя жизнь — борьба
  - My Life as a Rebel, 1938
  - Балабанова А. И. Моя жизнь — борьба. Мемуары русской социалистки 1897—1938 / Пер. Л. И. Глебовской. — М.: ЗАО «Центрполиграф», 2007. — 335 с. — 3000 экз. — ISBN 978-5-9524-3006-8.
- Lenin visto da vicino — Ленин вблизи

## Воплощения
В итальянском трёхсерийном телефильме «Его звали Бенито» (итал. Il Giovane Mussolini, 1993) в роли Балабановой снялась немецкая актриса Сусанна Лотар, в роли Муссолини — испанский актёр Антонио Бандерас.